# Anastasija Zolotic
Anastasija Zolotic (Largo, 23 novembre 2002) è una taekwondoka statunitense.

## Palmarès
- Giochi olimpici

Tokyo 2020: oro nei 57 kg.
- Giochi panamericani

Lima 2019: oro nei 57 kg.
- Giochi olimpici giovanili

Buenos Aires 2018: oro nei 49 kg.